# Seraing
Seraing (wa. Serè) – miasto w Belgii, w Regionie Walońskim, w prowincji Liège, w okręgu Liège. 1 stycznia 2024 roku liczyła 64 266 mieszkańców.
Miasto należy do aglomeracji Liège liczącej ok. 600 tys. mieszkańców. Rozwinęło się dzięki Johnowi Cockerillowi, który zdecydował o budowie hut żelaza i stali w okolicach Liège. W  1820 r. w mieście żyło ok. 2 tys. mieszkańców, a w 1888 r. już ponad 30 tys.
Miasto słynie ponadto z kryształów wyrabianych od 1826 r. w firmie Val-Saint-Lambert.

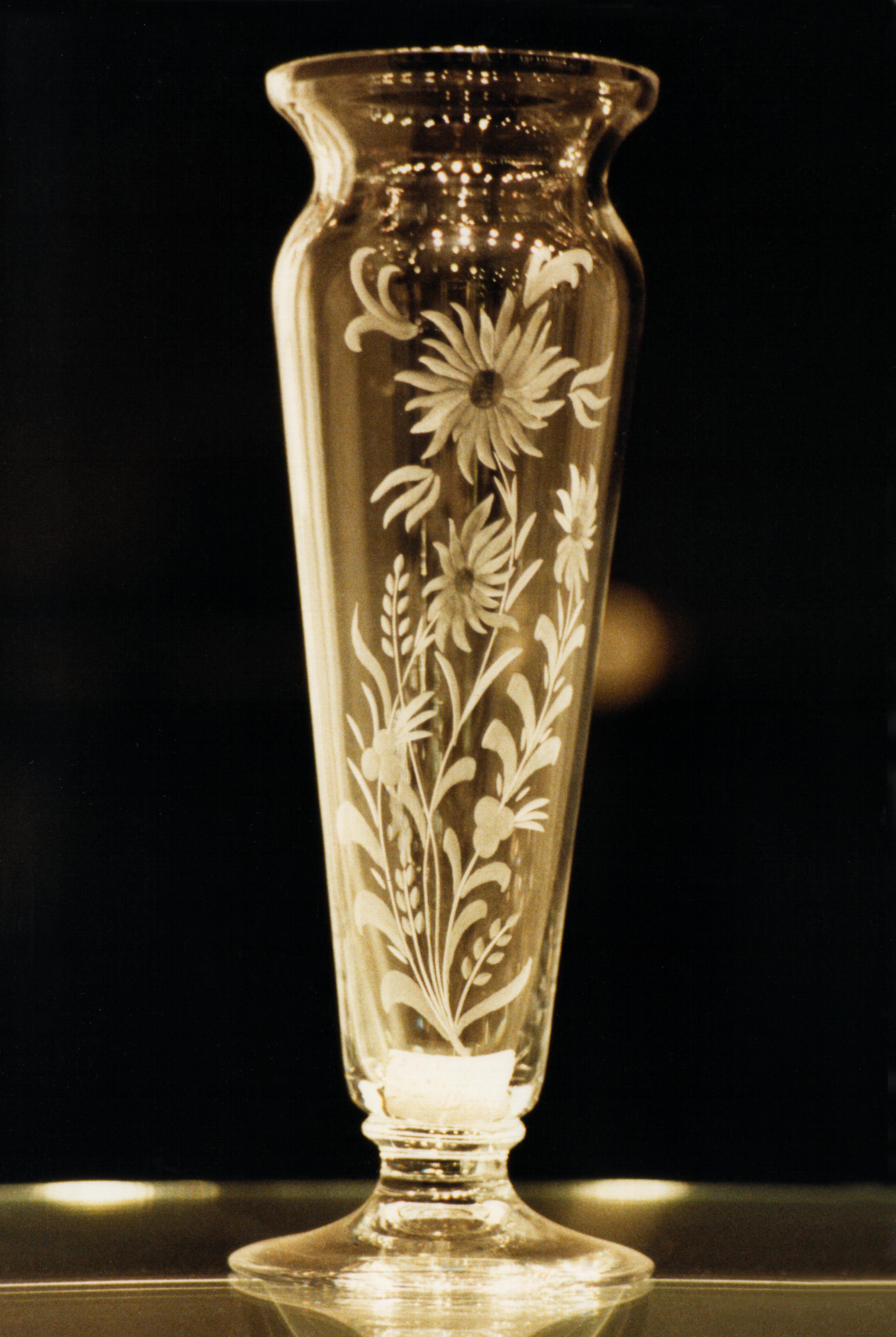
Kryształowy wazon z Seraing

## Podział administracyjny
W skład miasta wchodzą trzy dzielnice (section):
- Boncelles
- Jemeppe-sur-Meuse
- Ougrée

## Współpraca
Miejscowości partnerskie:
- Châtel, Francja
- Douai, Francja
- Rimini, Włochy